# Anders Emanuelson
Per Anders Emanuelson, född 2 november 1954 i Annedals församling i Göteborgs och Bohus län, är en svensk militär.

## Biografi
Emanuelson avlade officersexamen vid Krigsskolan 1976 och utnämndes samma år till löjtnant vid Svea livgarde, där han tjänstgjorde 1976–1979. Han befordrades till kapten 1979, var lärare vid Infanteriets kadett- och aspirantskola 1979–1982 (namnändrad till Infanteriets officershögskola 1981), var kompanichef vid Svea livgarde 1983–1985, befordrades till major 1984, gick Högre stabskursen vid Militärhögskolan 1985–1987, tjänstgjorde i Försvarsstaben 1987–1994, befordrades till överstelöjtnant 1993, tjänstgjorde i Högkvarteret 1994–1995 och var ställföreträdande chef för Livgardesbrigaden 1995–1996. Han utnämndes till överstelöjtnant med särskild tjänsteställning 1996 och tjänstgjorde i Högkvarteret 1996–1998, bland annat som chef för Samordningssektionen i Produktionsavdelningen i Arméledningen 1997–1998. År 1999 befordrades han till överste, varpå han var chef för Hallandsbrigaden 1999–2000, chef för Södra skånska regementet 2000–2004, chef för Institutionen för ledarskap och management vid Försvarshögskolan från 2004 till 2006 eller 2007 och chef för Säkerhetsinspektionen i Högkvarteret 2007–2012. Emanuelson pensionerades från Försvarsmakten 2012.
Anders Emanuelson invaldes som ledamot av Kungliga Krigsvetenskapsakademien 2000.